# Orthonama coneja
Orthonama coneja là một loài bướm đêm trong họ Geometridae.